# Huawei Ascend P6
Ascend P6 е смартфон, произвеждан от базираната в Шанхай, Китай компания Huawei.
Идва с Android 4.2.2, който е замаскиран с Emotion UI 1.6 интерфейс. Поддържа 2G и 3G мрежи, a SIM картата му е размер Micro-SIM. Екранът му е IPS+ LCD капацитивен touch screen с резолюция 720 x 1280 пиксела, размер 4,7 инча и гъстота на пикселите ~312 ppi, а също така поддържа multitouch. Стъклото е Corning Gorilla Glass. Има 3.5 mm жак за слушалки и Dolby Digital Plus звуково усилване. Има слот за Micro SD карта до 32GB, а междувременно се предлага в 2 варианта за вътрешна памет 8/16 GB. RAM паметта му е 2GB. Поддържа Bluetooth 3.0 и Wi-Fi 802.11 b/g/n, като във функциите му влизат DLNA, Wi-Fi Direct, Wi-Fi hotspot. Има microUSB v2.0 порт за връзка с устройства и за захранване. Камерата му е 8 мегапикселова с резолюция 3264x2448 пиксела. Разполага с LED светкавица и автофокус с функциите Geo-tagging, HDR, face and smile detection. Заснема видео с 1080p@30fps. Предната му камера е 5 мегапикселова, заснемаща в 720p. Процесорът му е 4 ядрен, клокнат на 1.5 GHz. Сензорите му са Акселерометър, Жироскоп, сензор за близост, компас и температурен сензор. Предлага се в цветовете черно, бяло и розово.